# BKK Essanelle

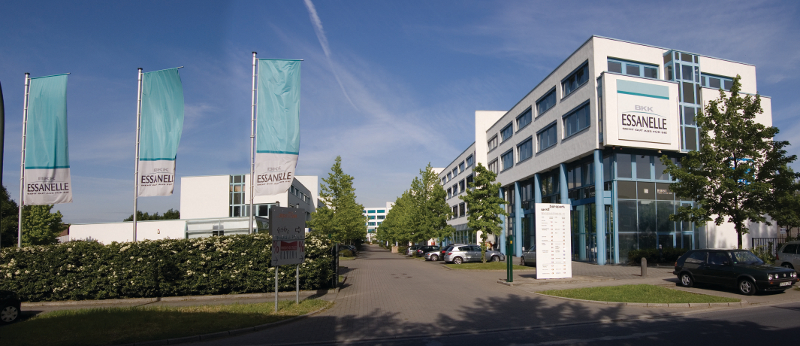
Hauptverwaltung in Düsseldorf

Die BKK Essanelle war Teil der deutschen Gesetzlichen Krankenversicherung aus der Gruppe der Betriebskrankenkassen. Sie war bundesweit geöffnet und hatte ihren Sitz in Augsburg, die Hauptverwaltung befand sich in Düsseldorf.

## Geschichte
Das Unternehmen wurde am 1. Juli 2002 als Krankenkasse von Essanelle gegründet. Es folgten zahlreiche Fusionen mit Betriebskrankenkassen. Die BKK MAN Augsburg war seit 1. Oktober 2004 per Fusion bei der BKK Essanelle. Die BKK Hutschenreuther AG wurde durch eine Fusion mit anderen bayrischen Krankenkassen im Jahr 1996 zur BAVARIA BKK, die wiederum durch eine Fusion im Januar 2007 zur BKK Essanelle wurde.
Sie wurde am 1. Januar 2015 in die neue Deutsche BKK (seit 1. Januar 2017 fusioniert mit der Barmer GEK) eingegliedert.

### Fusionen und Vorgänger-Krankenkassen
- 1953: BKK Barmag AG
- 2000: BKK Steinmüller
- 2000: BKK Barmag AG
- 2004: BKK Chemie-Partner
- 2004: BKK MAN Augsburg
- 2005: BKK Neun Plus
- 2007: BKK O&K/Kone
- 2007: Bavaria BKK
- 2008: BKK AKS
- 2009: BKK sports direkt
- 2009: BKK Barmag-Steinmüller

Durch die Fusionen wuchs auch die Zahl der Trägerunternehmen. Zum Beispiel:
| Aglucon                       | Ciba                 | Leoni AG            | Rheinmetall          |
| ALK                           | Ciba Vision          | Linos               | Rodenstock           |
| Arlen                         | Cognis               | Lorenz              | Sanofi Aventis       |
| Ashland                       | Ecolab               | MAN                 | Schering AG          |
| Atotech                       | Essanelle Hair Group | manroland           | Schlenk              |
| Augsburger Kammgarn-Spinnerei | EWD                  | MT Aerospace        | Schwarzkopf & Henkel |
| Bahlsen                       | Fronberg             | Nashuatec           | Üstra                |
| Barmag                        | Henkel KGaA          | O&K Antriebstechnik | VSM                  |
| Schering Pharma               | Jenapharm            | Oerlikon            | WABCO                |
| Berlin-Chemie                 | Jensen               | OHE                 | Wohlenberg           |
| BHS Tabletop                  | Körting              | Pelikan AG          |                      |
| Bielomatik                    | Kone                 | Renk                |                      |
| Care Full Colours             | KSPG                 | Bosch Rexroth       |                      |

## Daten und Fakten
Kassensitz der BKK Essanelle war Augsburg. Die Hauptverwaltung befand sich in Düsseldorf. Über 800 Mitarbeiter (davon rund 25 Auszubildende) berieten in den 20 Geschäftsstellen in ganz Deutschland ca. 430.000 Versicherte, dazu gehörten rund 125.000 beitragsfrei mitversicherte Kinder und Ehepartner.
Die ursprüngliche Beitragsautonomie der Krankenkassen wurde mit Einführung des Gesundheitsfonds abgeschafft. Seit 1. Januar 2009 wurde nun der Beitragssatz vom Gesetzgeber einheitlich mit 14,9 % (bis 30. Juni 2009 noch 15,5 %) vorgegeben.
Vorstand der BKK Essanelle war Guido Frings. Der Verwaltungsrat setzte sich aus 18 ehrenamtlichen Mitgliedern zusammen, welche zur Hälfte Arbeitgeber- und Versichertenvertreter waren.

## Versichertenentwicklung
| Jahre       | 2002   | 2003    | 2004    | 2005    | 2006    | 2007    | 2008    | 2009    | 2010    | 2011    | 2012    |
| ----------- | ------ | ------- | ------- | ------- | ------- | ------- | ------- | ------- | ------- | ------- | ------- |
| Versicherte | 18.717 | 283.584 | 339.816 | 368.069 | 383.291 | 398.709 | 374.537 | 447.565 | 435.175 | 428.241 | 418.115 |

(Zahlen jeweils zum 1.1. des Folgejahres)

## Geschäftsstellen

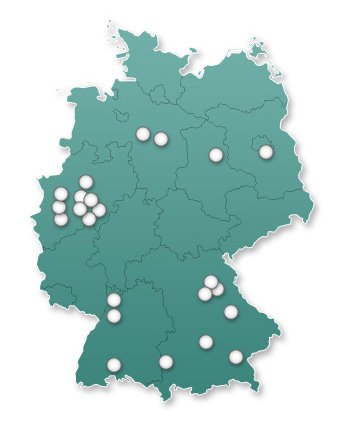
Geschäftsstellen der BKK Essanelle

- Altötting
- Amberg
- Augsburg
- Bergkamen
- Berlin
- Düsseldorf – Holthausen
- Genthin
- Gummersbach
- Hannover
- Hattingen
- Heidelberg (Betreuungsstelle)
- Illertissen
- Lindlar (Betreuungsstelle)
- Neckarsulm
- Nürnberg
- Regensburg
- Remscheid
- Rietheim-Weilheim
- Schwabach
- Wipperfürth (Betreuungsstelle)
- Wolfenbüttel (Betreuungsstelle)
- Wülfrath
- Wuppertal (Betreuungsstelle)